# James Last
James Last (født Hans Last den 17. april 1929 i Bremen, død 9. juni 2015 i Florida, (USA)) var en tysk musiker og komponist, som lavede musik fra 1960'erne frem til sin død. Musikken var primært i easy listening-genren og en stor del af de numre hans orkester har spillet, er kendte klassikere som "Knocking on Heavens Door", "Hot Love" og mange andre.
James Last komponerede flere kendte sange, bl.a. "Games That Lovers Play" og "Fool". Sidstnævnte blev skrevet sammen med Carl Sigman og indspillet af Elvis Presley den 28. marts 1972.
Musikken fra de forskellige "albumserier" er vidt forskellig. F.eks. lyder Non Stop Dancing-pladerne stort set ens, mens Beach Party-pladerne alle lyder forskelligt.

## Diskografi (som James Last)
| - Non Stop Dancing '65 (produced 1964) - Hammond A Go Go (1965) - Non Stop Dancing '66 (1965) - Beat In Sweet (1965) - Aennchen von Tharau bittet zum Tanz (1966) - Trumpet A Go Go (1966) - Hammond A Go Go Vol.2 (1966) - Instrumentals Forever (1966) - Classics Up To Date (1966) - Non Stop Dancing '66/II (1966) - Christmas Dancing (1966) - Sax A Go Go (1967) - Non Stop Dancing '67 (1967) - That's Life (1967) - Games That Lovers Play (1967) - Non Stop Dancing '67/2 (1967) - Trumpet A Go Go vol. 2 (1967) - James Last Presents George Walker (1967) - Piano A Go Go (1968) - Guitar A Go Go (1968) - Humba Humba A Go Go (1968) - Non Stop Dancing '68 (1968) - Freddy Live (1968) (live-concert with Freddy) - Trumpet A Go Go 3 (1968) - Non Stop Dancing 7 (1968) - Rock Around With Me! (1968) - Käpt’n James bittet zum Tanz (1968) - Sekai Wa Futari No Tameni (1968) (only in Japan) - Die Dreigroschenoper (1968) - new recording (3 LP-Box) - Non Stop Dancing 8 (1969) - Hammond a gogo 3 (1969) - Op klompen (1969) - Aennchen von Tharau bittet zum Tanz 2 (1969) - Hair (1969) - Non Stop Dancing 9 (1969) - Wenn suess das Mondlicht auf den Huegeln schlaeft (1969) - Happy Lehar (1969) - Non Stop Evergreens (1969) - Classics Up To Dat Vol.2 (1969) - Onders moeders paraplu (1969) - Golden Non Stop Dancing 10 (1970)(jubilee-edition as LP-box) - Around The World (1970) (3 LP-box) - Beachparty (1970) - America Album (1970) (promo-edition - not official released) - With Compliments (1970) - Non Stop Dancing 11 (1970) - Kaept’n James bittet zum Tanz - Vol. 2 (1971) - In Scandinavia (1971) - Happyning (1971) - Non Stop Dancing 12 (1971) - Last Of Old England (1971) - Beachparty 2 (1971) - Non Stop Dancing 1972 (1971) (Non Stop Dancing 13) - Polka Party (1971) - In Concert (1971) - Voodoo Party (1971) | - Wenn die Elisabeth mit... James Last (1972) - Non Stop Dancing 1972/2 (1972) - Love Must Be The Reason (1972) - Beachparty 3 (1972) - Russland zwischen Tag und Nacht (1972) - Polka Party II (1972) - Non Stop Dancing 1973 (1972) - Classics (1973) - Sing mit (1973) - Happy Hammond (1973) - Non Stop Dancing 1973/2 (1973) - Beachparty 4 (1973) - Weihnachten & James Last (1973) - Käpt’n James auf allen Meeren (1973) - Non Stop Dancing 1974 (1973) - Sing mit 2 (1973) - In Wien beim Wein (1974) - James Last Live (1974) (2 LP-album) - Non Stop Dancing 1974/2 (1974) - Beachparty 5 (1974) - Polka Party 3 (1974) - Violins In Love (1974) - Classics Up To Date 3 (1974) - Sing mit 3 (1975) - Non Stop Dancing 20 (jubilee-edition - 2 LP-album) (1975)("Non Stop Dancing '65" as new recording) - In The Mood For Trumpets (1975) - Well Kept Secret (1975) - Tulpen uit Amsterdam (1975) - Rock Me Gently (1975) (only England & Kanada) - Beachparty 6 (1975) - Non Stop Dancing 1976 (1975) - Stars im Zeichen eines guten Sterns (1975) (a few medleys with James Last) - Sing mit 4 (1976) - Freut Euch des Lebens (1976) - Happy Summer Night (1976) - Non Stop Dancing 1976/2 (1976) - Happy Marching (1976) - Classics Up To Date 4 (1976) - Non Stop Dancing 1977 (1976) - Sing mit 5 (1976) - James Last spielt Robert Stolz (1977) - Non Stop Dancing 1977/2 (1977) - Western Party And Square Dance (1977) - Russland Erinnerungen (1977) - Sing mit 6 – von Hamburg bis Mexico (1977) - Non Stop Dancing 78 – Folge 25 (1978) - Live In London (1978) - World Hits (1978) - Classics Up To Date 5 (1978) - New Non Stop Dancing '79 (1978) - Copacabana – Happy Dancing (1979) - James Last And The Rolling Trinity (1979) - Non Stop Hansi (1979) (2 LP-album - James Last's 50. Geburtstag - not for sale) - Hereinspaziert zur Polka Party (1979) - Paintings (1979) (only in Japan) - Ein festliches Konzert zur Weihnachtszeit (1979) - The Non Stop Dancing Sound Of The 80's (1979) - Sing mit 7 – Die Party fuer das ganze Jahr (1980) - Romantische Traeume (1980) - Seduction (1980) - Caribbean Nights (1980) - Non Stop Dancing '81 (1980) - Rosen aus dem Sueden (1980) - Die schoensten Melodien der letzten 100 Jahre (1980) (100 years department store KARSTADT) - Sing mit 8 … und ab geht die Feuerwehr! (1981) - Aennchen von Tharau bittet zum Traeumen (1981) - Tango (1981) - Hansimania (1981) - Non Stop Dancing ’82 – Hits Around The World (1982) - Sing mit 9 – Lass’ die Puppen tanzen (1982) - Jahrhundertmelodien (1982) - Biscaya (1982) - Nimm mich mit Kaept’n James auf die Reise (1982) | - Paradiesvogel (1982) - Sing mit 10 – Wir wollen Spass! (1982) - Non Stop Dancing '83 – Party Power (1983) - Erinnerungen (1983) - James Last spielt die groessten Songs von The Beatles (1983) - The Rose Of Tralee (1983) - Superlast (1983) - Classics Up To Date Vol.6 (1984) - James Last im Allgaeu (1984) - Paradiso (1984) - James Last in der St. Patrick's Cathedral (1984) - James Last in Scotland (1984) - Non Stop Dancing '85 (1984) - Grenzenloses Himmelblau (1985) (ZDF tv-movie) - Fuer alle! (Leave The Best To Last)(1985) - Viva Vivaldi (1985) - Swing mit (1985) - Deutsche Vita (1986) - In Ireland (1986) - Plus (James Last & Astrud Gilberto) (1986) - Traumschiff-Melodien (1986) (ZDF-series "Das Traumschiff") - Alles hat ein Ende nur die Wurst hat zwei (1987) - James Last in Holland (1987) - James Last spielt Bach (1987) - Berlin-Konzert ’87 (1987) (live-concert at former "Palast der Republik" - Ex DDR/ GDR) - The Berlin-Conzert ’87 (1987) (live concert at former "Palast der Republik" - Ex DDR/ GDR) - Lorentz & Soehne (1988) (music of ZDF TV-series) - Flute Fiesta (James Last & Berdien Stenberg) (1988) - Dance, Dance, Dance (1988) - James Last spielt Mozart (1988) - Happy Heart (1989) - to James Last's 60. birthday - Wir spielen wieder Polka (1989) - Lieder (James Last & René Kollo) (1989) - Classics By Moonlight (1990) - James Last in Holland 2 (1990) - Traummelodien (James Last & Richard Clayderman) (1990) - Pop Symphonies (1991) - Serenaden (James Last & Richard Clayderman) (1991) - Viva Espana (1992) - James Last in Holland 3 (1992) - Frieden (1992) - James Last spielt Andrew Lloyd Webber (1993) - Christmas Eve (James Last & Engelbert) (1994) - Dein ist mein ganzes Herz (James Last & Milva) (1994) - In Harmony (James Last & Richard Clayderman) (1995) - Beach Party ’95 (1995) - My Soul – Best of Motown (1995) - Classics From Russia (1996) - Macarena (1996) - Pop Symphonies 2 (1997) - Country Roads (1998) - The Best of Live on Tour (1998) - James Last & Friends (1998) - Happy Birthday (1999) - Concerts (1999) - Gentleman Of Music (2000) - Ocean Drive (2001) - James Last Plays ABBA (2001) - A World Of Music (2002) - New Party Classics (2002) - Elements Of James Last Vol.1(2004) - They Call Me Hansi (2004) - Die schoensten TV- und Filmmelodien (2006) - Live in Europe 2004(2006) - Warum Männer nicht zuhören und Frauen schlecht einparken (Soundtrack) (2007) GK - James Last In Los Angeles (Well Kept Secret) (2008) GK - James Last - Live At The Royal Albert Hall (Released as 1 CD-edition and 2 CD-edition) (2008) GK |